# 飞天大盗
《飞天大盗》是一部英国电视剧，由Kudos电影及电视制作公司（Kudos Film & Television）为英国广播公司一频道制作。该剧制片人为托尼·乔丹，首辑于2004年播出。剧情主要围绕一伙诈骗犯，他们擅长于“放长线钓大鱼”，而这种诈骗手段需要投入更多的精力，但是比起一般的诈骗回报更丰。2012年2月17日，该剧大结局上映，全剧共8辑。

## 制作

### 构想
《飞天大盗》很大程度上脱胎于2002年首播、由同一班底制作、题材类似的热播电视剧集《军情五处》。 该剧的执行导演贝瑞特·奈鲁利，在2002年初拍摄《军情五处》第一辑时构思了该剧的雏形。 在某天拍摄结束乘出租车回家时，奈鲁利将这个概念稿交给《军情五处》的制作公司——Kudos电影及电视制作公司的主管简·菲特斯通（Jane Featherstone）。 菲特斯通此十分感兴趣，于是她雇用了肥皂剧《东区人》的领衔编剧托尼·乔丹（Tony Jordan）， 让他把这个创意写成一个可行的原始剧本。
乔丹很快写出了一些原始剧本，并由菲特斯通上报给英国广播公司；戏剧委员会的主席加雷思·尼姆（Gareth Neame）迅速批准制作一部六集的剧集。 菲特斯通成立了一支创作队伍，其中成员有不少来自于《军情五处》剧组，包括制作人西蒙·克劳福德·柯林斯（Simon Crawford Collins）和合作编剧马修·格拉汉姆（Matthew Graham）。 在创作最初的几集时，乔丹从诸如《天龙特攻队》、《老千計狀元才》、《致命赌局》等好莱坞电影和电视里的传统长线骗局、劫案情节中寻找灵感。 菲特斯通曾表示：“我和贝瑞特初谈的时候，《十一罗汉》正好在上映，我认为这个片子给了我们一些启迪，但是我们是从所有同类型的电影和书籍中汲取的灵感……我们希望创作一部集这些电影的力量、热情、类型以及纯粹娱乐价值观于一身的剧集。” 同时，编剧还尝试从当时的大片《十一罗汉》和《谍中谍》汲取成功经验；在2003年12月的一次采访中，克劳福特解释道：“[这类节目]获得成功是因为群体内有趣的互动……而且故事大纲前后无关。” 

### 演出阵容
当《飞天大盗》的拍摄获批后，制作团队开始寻找主演和各集“目标”（受骗者）的扮演者。工作最初开展得十分艰巨：克劳福德表示，他“当时就想‘这部片子这么棒，到底怎么才能找到与之相称的演出阵容呢？’……托尼创作出了栩栩如生的角色，每个人都有自己独特的性格，而且还必须组成一个虽然特别、但是真实可信的‘大家庭’”。 曾因《国际会议归来》（The Man from U.N.C.L.E.）一片获奥斯卡提名的影星罗伯特·沃恩成为了饰演老奸巨猾的“下套人”艾伯特·斯托勒（Albert Stroller）的不二人选。 在和沃恩共进午餐后，克劳福德“立马意识到他可以让艾伯特一角更加立体”。  沃恩很快应邀出演该角色，并于次日进场拍摄。
乔丹的剧本需要组成一个诈骗五人团队，成员的年龄、相貌和经历都大相径庭。 制作组请来当时在皇家国立剧院主演亨利五世的阿德里安·莱斯特饰演团伙头目迈克尔·斯通（Michael Stone）；马克·沃伦饰演“局中人”丹尼·布鲁（Danny Blue）；罗伯特·格莱尼斯特饰演“疏通人”阿什利·摩根（Ashley Morgan）。 尽管出演了多部电影和舞台剧，对于电视观众来说，莱斯特还是张陌生的面孔，在《飞天大盗》上映之前，他在电视上的出镜时间不超过2个小时。 莱斯特解释说，他“不能想象自己要多年扮演同一个角色，但是《飞天大盗》是完全不同的。在第一次彩排时我们需要表演一出舞蹈，而之后我就不断在变换各种口音，当时我就想‘我这是在天堂吧，这实在太棒了！’”。
贾米·莫瑞饰演的“诱饵”斯黛西·门罗（Stacie Monroe）是主角中唯一的女性。《飞天大盗》制作团队的一名成员曾形容莫瑞是“稀世之宝——一位能够真正表演的美丽女演员”。 身高5英尺7英寸（170厘米）的她在试镜时穿着厚底鞋，以符合剧本中对斯黛西的描写，“腿绵延数英里”， 当听到自己要和名角沃恩、莱斯特同台演出时，她感到“十分惊恐”，表示“在我们拍摄首场戏时我表现得十分惶恐，我相信在电视上会很明显能看出来。当真正看到成片后，我完全惊讶地发现根本无法看出自己实际是多么害怕的。我当时不断在想，‘哦，天啊！我在和阿德里安·莱斯特和罗伯特·沃恩’一起工作。现在任何时候都可能有人拍拍我的肩膀，让我去穿上大衣走人！”
除了主演外，制作团队请来大量演员，名气有大有小，来扮演剧中各集的“目标”；其中包括大卫·海格、塔米兹·奥斯维特以及大卫·卡尔德。

### 拍摄
在演员和工作人员都到位后，《飞天大盗》第一辑的正式于2003年8月到11月间在伦敦开拍。 主演都接受了专业的魔术手法和偷窃训练；如莱斯特所说，“从洗牌到偷表的小花招都学了”。 演员认为这段培训使他们受益匪浅，莫瑞表示：“我觉得大多数骗局都是要分散注意力——当你想要骗某人时，你就要在另一个方向做一些事情，分散他们的注意力，这样他们就不会注意到你的动作，这就是盗窃如何成功的。”
《飞天大盗》的数名演员都形容该片的拍摄计划极度繁忙。沃恩说：“[角色]交给了我，而且告知我要在接到电话后一个小时就去搭飞机，第二天就要开始拍摄。” 在2009年拍摄完该片第四辑后，莱斯特解释道：“最初开拍《飞天大盗》时，我们是两集戏同时在进行拍摄，各段戏之间的顺序都是打乱的。复杂的剧情线使得弄清现在在拍那一段戏在任何时候都是……富于挑战的。” 莫瑞却认为，最难拍摄的场景来自第四集，该集中丹尼在“剥猪猡”扑克牌戏中完败给斯黛西，最后全身赤裸。“六个月的拍摄期中，这对是我觉得最困难的一场戏……斯黛西应该十分冷静、镇定而泰然……她要从上往下将他看个遍，然后很随意而温文尔雅的评论一番。结果我看到下面时，完全控制不住大笑，几乎不能说台词了。你们最后在电视上都看到我笑了。”
节目中很少有琐碎的炫技场景，但是第一集展示了阿什利·摩根最喜欢的骗局“碰瓷”：由于之前在酒吧斗殴，导致头骨上有旧伤，摩根借此故意撞上行驶中的汽車，并夸大撞击的伤害。虽然没有真正被伤到，但由于X光扫描时诊断出他头骨的伤，司机的保险公司必须为此进行赔付。 格莱尼斯特对于亲自表演这个特技动作十分犹豫，他后来说：“撞到挡风玻璃那一部分我找了一个替身，其他部分的特技是我自己做的……我们都喜欢看有飞车的特技动作，但是如果是危险的特技动作，我还是很高兴可以让其他人代劳的！”

### 发行
《飞天大盗》的第一集于2004年2月24日在英国广播公司一台上播出， 播出之前，雅培·米德·维克斯广告公司（Abbott Mead Vickers）进行了强大的广告攻势， 宣传语为：“骗局上演。”（the con is on）。 节目播出后立刻大获成功，收视人数超过670万。在第一辑尚未结束播出前，英国广播公司就已经向12个国家的频道售出了重播许可，包括意大利、挪威、德国、以色列、俄罗斯以及荷兰。 英国广播公司国际部的商业主管安妮塔·戴维森（Anita Davison）表示：“该剧集有在国际上走红的一些特质。” 该剧集后来又授权在印度和南美播出。

## 后续
2004年3月17日，作为对该剧极其正面的评价的回应，英国广播公司在该剧仅播出3集之后便决定续订该剧集的第二辑。 第二辑基本延续了第一辑的创作团队，乔丹仍然担任主笔，同时卡伦·威尔逊担任制作人； 主演则全部同意续演自己的角色。

### 第二辑
《飞天大盗》第二辑的拍摄开始于2004年夏，主要拍摄地点仍然在伦敦市中心及其周边地区。莱斯特认为第二辑的拍摄比起杂乱的第一辑来说“轻松多了”。“在第一辑时，我们彼此都不了解……我们当时正在努力弄清我们扮演的角色，而且在拍摄的同时剧本仍然在创作中；整个过程就是在发掘到底《飞天大盗》应该做成什么样子……第二辑就可以更简单，更快一些……我们读剧本时，你脑海中真的能想象到其他演员读他们的台词，因为你已经知道了他们的表演方式……” 第一辑的成功使得编辑团队可以在写作新剧情大纲时更具创意。
第一辑的主演悉数回归；客座演出的演员包括李·恩格里比、费伊·里普莱 以及罗伯特·卢埃林。 第二辑于2005年3月29日在英国广播电视公司一台播出， 首夜收视人数为670万。

### 第三辑
由于前两辑都十分成功，英国广播公司将该剧拿到美国市场上，同AMC签订了保证合约。 除了获得获得第一辑和第二辑在全美的独家播出权外， AMC还成为了正在制作第三辑的合作制作伙伴， 并获得了在第四辑中同样合作地位的期权。 英国广播公司将这一行动形容为“保护版权评团……为了让一个剧集在充满竞争的美国市场中获得成功的必要之举……”。 前两辑于2006年1月在美国播出， 但被错误的标注为“AMC原创剧集”。 英国广播公司还在澳大利亚和新西兰都同当地播出商签订了保证协议。
借着《飞天大盗》在国际上的成功，英国广播公司拍摄了一部名为《飞天大盗现实版》（The Real Hustle）的衍生剧，并与2006年2月10日播出。 这部纪录片展现了三个真正的骗术大师——一位魔术师兼职业赌徒， 一位极具魅力的女演员， 以及一位专业的手技艺术家兼赌博技巧顾问 – 他们共同对毫不知情的商业人士和公众展开短线骗局。英国广播公司将该系列剧称作是尝试“揭开骗局是如何运作的，这样观众今后就可以避免重蹈覆辙”。
5名主演再次聚首第三辑，在该辑中，包括理查德·张伯伦,林福德·克里斯蒂、莎拉·考克斯（Sara Cox）以及保罗·尼科尔斯（Paul Nicholls）均友情客串了该辑。 该辑于2006年3月10日首播， 4月14日完结。在第二集，丹尼和米奇在特拉法加广场裸奔的画面， 吸引了600万观众收看。 莱斯特将这场戏称作是他在电视上最尴尬的一次经历，表示“你都忘记当时那里有多少手机摄像头对着你……我们以为[广场]应该人不是很多的，结果当有人一喊‘开拍’，有一个游览车从我们身后经过，车上的人都开始拍我们”。

### 第四辑
有了AMC的支持，《飞天大盗》第四辑回归成为必然，2006年末，有限电视网在该剧制作中的控制性地位变得明显。 尽管AMC提供的资金在增加，使得编剧可以将剧情发生地设定到拉斯维加斯和洛杉矶， 该剧在演员方面迅速陷入危机。最初在2006年4月，就有传言称阿德里安·莱斯特很可能不会继续在第四辑中出演米奇·布瑞克斯一角； 英国广播公司于当年9月证实莱斯特辞演的消息，并找来阿什利·沃尔特斯（Ashley Walters）顶替他担任主演。 英国广播公司迅速否认了认为莱斯特辞演是由于制作中心变换导致的观点，表示“很遗憾，由于他最近的拍摄合约，阿德里安近期不能参演……”， 而莱斯特则解释说，自己的举动是因为“需要做些别的事情，接触其他事情”。 但是，莱斯特也承认他觉得这部剧集“变得有点太‘轻浮’了”。

### 第五辑
第五辑播出于2009年1月4日，阿德里安·莱斯特回归本剧，而马克·沃伦、贾米·莫瑞则选择了退出。 由于莱斯特所饰演的角色米奇·布瑞克斯的回归，阿什利·沃尔特斯没有续演自己在第四辑中的角色。该辑自2008年夏开始制作，而AMC则表示不会再播出该辑及后续辑。

### 第六辑
第六辑于2010年1月4日开始播出。 第五辑的全部主演均回归了该辑，拍摄地移往伯明翰， 尽管剧情仍然设定在伦敦。该辑仍然包含六集。 洛丽塔·查卡巴提（Lolita Chakrabarti，莱斯特的妻子）在该片中客串出演，在该辑的第三季中饰演博物馆馆长尼什卡·巴伯（Nishika Baboor）。

### 第七辑
《飞天大盗》的第七辑于2011年1月7日开播。 第六辑主演悉数回归。 本辑是该剧收视率最高的一辑，收视人数达到720万。

### 第八辑
第八辑于2012年1月13日开始在英国广播公司晚间9点档播出。制片人托尼·乔丹已经表示，未来一段时间内都不会再制作新辑，也不会再使用原版演员人马。 阿德里安·莱斯特将执导其中的一集，在这一集的剧情中，迈克尔将被绑架，其他团伙成员则设法将其救出。 贾米·莫瑞和马克·沃伦在最后一集中客串出现，重新饰演斯黛西和丹尼。

## 主要角色
| 角色                       | 演员              | 年份                         | 辑数                    | 出演集数 |
| -------------------------- | ----------------- | ---------------------------- | ----------------------- | -------- |
| “米奇·布瑞克斯”迈克尔·斯通 | 阿德里安·莱斯特   | 2004年–2006年，2009年–2012年 | 第1–3辑，第5–8辑        | 42       |
| “三脚猫”阿什·摩根          | 罗伯特·格莱尼斯特 | 2004年-2012年                | 第1–8辑                 | 48       |
| 艾伯特·斯托勒              | 罗伯特·沃恩       | 2004年-2012年                | 第1-8辑                 | 47       |
| 艾迪                       | 罗伯·贾维斯       | 2004年-2012年                | 第1-8辑                 | 46       |
| 西恩·肯尼迪                | 马特·迪·安杰洛    | 2009年-2012年                | 第5–8辑                 | 24       |
| 艾玛·肯尼迪                | 凯利·亚当斯       | 2009–2012年                  | 第5–8辑                 | 24       |
| 斯黛西·门罗                | 潔咪·莫瑞         | 2004年–2007年，2012年        | 第1–4辑,，第8辑（客串） | 25       |
| 丹尼·布鲁                  | 马克·沃伦         | 2004年–2007年                | 第1–4辑                 | 25       |
| 比利·邦德                  | 阿什利·沃特斯     | 2007年                       | 第4辑                   | 5        |

《飞天大盗》主演（第5辑至今）

- 迈克尔·斯通，外号米奇·布瑞克斯（Michael "Mickey Bricks" Stone[65]），是团队的领导人物、“局中人”。一位有野心、富于智慧、奋发努力的诈骗高手。斯通目睹自己的父亲多年来一直靠勤劳的工作养家糊口，期盼着退休后安享晚年生活，结果就在退休前不久辞世。米奇认为是社会体系杀死了自己的父亲，因此对其恨之入骨，并决心自己不再像父亲那样挣扎度日。他在剧中是一位广受尊崇的长线骗局专家，并有传言他和斯黛西之间“有一腿”。在剧集的开始，米奇的妻子因为他不诚实的生活方式而和他离婚；这一支线剧情也阐释了为什么骗子的生活并不如想象的那般有趣——它会使得人们无法再去过正常人的生活。（这也是该剧反复出现的一个主题。）米奇在第四辑时离开了团队，前往澳大利亚悉尼进行一场只有他才能完成的长线诈骗：卖掉悉尼歌剧院。根据第五辑第一集中的剧情交代，他成功完成了骗局，但在被澳大利亚警察追击时将骗来的钱洒落一地，并在回到伦敦时发现自己的老团队已经分道扬镳。之后米奇找回了阿什和阿尔伯特，并用艾玛·肯尼迪和他的弟弟西恩取代了前往美国发展的丹尼和斯黛西。[66]

- 阿什·摩根，外号“三脚猫”（Ash "Three Socks" Morgan），是诈骗团队的“疏通人”，他的外号来自于他在监狱中第一次洗澡的经历。阿什可以干好一切工作，并经常伪造达赖那个的外国货币，破解复杂的警报系统，并假扮石油顾问。阿什首次亮相时，他正在干他最喜欢的骗局：碰瓷。第五辑中，团队成员分道扬镳，但是米奇在回到伦敦后重新找到了他，并发现他正通过小赌博和小骗局诈骗银行家。在米奇的劝说下，他重新回到团队中。[67] 他是唯一出现在该剧全部48集的角色。

- 艾伯特·斯托勒（Albert Stroller）是团队的下套人。他的工作是要寻找合适的行骗目标：富有、贪婪并且有机可乘的人——通过“说服人”（让目标尝一点甜头，并引诱他进行更大规模的投资，而这回让他血本无归）将他们拉入预设的骗局。作为一个老资格的骗子，他在团队中扮演教父和导师的角色。[68]

- 艾迪（Eddie）是“艾迪酒吧”的所有者兼酒吧招待，团伙常常在那里策划骗局。他熟识整个团队以及他们的所作所为，但一般采取一种“视若无睹”的态度。经常在催团伙成员交拖欠的账单时反被骗一把，也常常成为团伙成员无聊时找乐的对象。尽管如此，艾迪和他们的关系一直很好，在第四辑中，当他和他的父亲遭遇无良养老院敲诈时，团伙成员站了出来，设局诈骗了养老院主管。在最近的数集中，艾蒂开始成为团伙骗局的一个积极参与者，而且表现的乐在其中。第五辑开头，由于债务到期，艾迪不得不关掉酒吧，在一家餐馆打工。米奇和阿什在邀请艾迪一起完成一桩骗局后，作为回报，他们资助艾迪30万英镑重开酒吧，并装饰一新，而他们也拥有了酒吧50%的股份。

- 西恩·肯尼迪（Sean Kennedy）。西恩乔装成姐姐艾玛的个人助理，试图诈骗米奇和阿什。而后者也在想着诈骗他和艾玛，说服他们投身资本市场。结果最后证明，这一切都是由阿尔伯特设计的，以说服米奇将西恩和艾玛招募进团伙。米奇对此并不乐意，但是最终他和阿什救了西恩和艾玛一命，并同意由他们取代丹尼和斯黛西。并不像之前的“新手”丹尼和比利，西恩并没有表现出想取代或至少和当前的领导者并驾齐驱的欲望，而是满足于自己在常规骗局中的角色。不过有两次，他曾尝试掌控全局：第一次他单独行动，是为另一个更大的骗局布局，而第二次则是为了报复童年时抛棄自己和艾玛的父亲。他从阿什那里学到了很多小把戏，另外不胜酒力，但记忆力惊人。

- 艾玛·肯尼迪（Emma Kennedy）。西恩的姐姐，在其父抛弃她和弟弟，母亲又亡故后，担负起了自谋生路并照顾弟弟西恩的重担。在一次街头行窃阿尔伯特后被后者看中，并设计使其同米奇和阿什过招。加入团伙后顶替了斯黛西之前诱饵的角色，十分卖力。尽管宣称自己愤世嫉俗，不愿陷入爱情之中，但却和米奇关系暧昧，并曾一度吃醋。

《飞天大盗》主演（第四辑）

- 斯黛西·门罗（Stacie Monroe[65]），是团队中的“诱饵”，借由其美色控制住潜在目标。但她并不是只有美貌，在许多场景之下也展现出她的智慧和诈骗技巧。前夫也是一名骗子，并曾卷走他们所有的家当离她而去，后来斯黛西再次与他相遇，并在团伙帮助下设局诈骗了他。剧情中有时暗示她和米奇曾经有过一段罗曼史，丹尼则常常希望引起斯黛西的注意而不得。第五辑她没有出现，而是同丹尼留在美国发展。[69] 在最后一集中，她重新回归，帮助完成最后骗局。

- 丹尼·布鲁（Danny Blue[65]），最初在团队中没有很好的定位，被形容为是“游走人”。作为一个熟练的短线诈骗者，丹尼千方百计想加入米奇团伙，在证明其忠诚之后很快被接纳，并向“整个伦敦城唯一能教他点东西的人”——米奇学习。他时常挑战米奇的权威，并在米奇前往悉尼时得到领导团队的机会。米奇经常批评狂妄、自负而脆弱的丹尼不注重细节，而阿尔伯特则认为丹尼有“诈骗者的感觉，那是与生俱来的”。第五辑他没有出现，根据剧情交代，他和斯黛西留在美国发展。[70] 他同斯黛西均在最后一集出现。

- 比利·邦德（Billy Bond），他进入团队的经历几乎和丹尼相同——一个新人，有着天生的诈骗天赋，并熟悉短线骗局，但是对于长线骗局一无所知。比利曾经参与过毒品交易和街头帮派，但最终脱身，希望“做大事”。第四辑结束后没有交代比利之后的去向。[71]

## 播出历史
| 辑数 | 英国播映时间            | 平均观众数（百万） |
| ---- | ----------------------- | ------------------ |
| 1    | 2004年2月24日 - 3月30日 | 6.47               |
| 2    | 2005年3月25日 - 5月3日  | 5.82               |
| 3    | 2006年3月10日 - 4月14日 | 5.86               |
| 4    | 2007年5月3日 - 6月7日   | 5.54               |
| 5    | 2009年1月8日 - 2月12日  | 6.07               |
| 6    | 2010年1月4日 - 2月8日   | 6.27               |
| 7    | 2011年1月7日 - 2月18日  | 6.79               |
| 8    | 2012年1月13日 - 2月17日 | 6.21               |

2006年10月，英国广播公司宣布，将前两辑的美国播出权售给有线电视网AMC，并接纳其为第三辑的制作伙伴。该剧集还在西班牙和葡萄牙由英国广播公司部分控股的People+Arts频道播出。第四辑改变了往常的播出习惯。一般情况下，英国广播公司会在英国先播出，并在6至9月后，由AMC在美国播出。但是由于AMC注资参与制作，第四辑于2007年4月18日在美国首映，早于英国。而且也因为有AMC的头次，第四辑的首集和末集分别在洛杉矶和拉斯维加斯拍摄。
在加拿大，加拿大广播公司于2006年夏天连续播出该剧前两辑，第三辑则于2007年2月13日播出。该剧还在新西兰、澳大利亚、日本、意大利、芬兰播出。中东的迪拜UAE一频道也在播出该剧。

### 电影制作
2006年6月，二十世纪福克斯宣布购得《飞天大盗》的电影改编权； 该剧的电影改编作品由托尼·乔丹编剧，但目前仍然在剧本筹划阶段。 2009年2月，执行制作人西蒙·克劳福德·柯林斯表示该片将会由主流美国制片厂制作。

## DVD发行
该电视剧的大多数辑已经在欧洲和北美发布了两碟装的DVD版本。位于二区的英国所发售的第一辑中错误的包含了在美国的播出的版本，因此DVD版的内容并不是BBC一台播出的完整未删节版。之后又发布了修正版以弥补这个错误。修正版本为15级，而之前的删减则是PG（家长指导）级。
以下是该剧各辑的DVD发行信息：
| DVD名                                                          | 二区发行日    | 一区发行日    | 澳大利亚发行日 |
| -------------------------------------------------------------- | ------------- | ------------- | -------------- |
| 《飞天大盗全第一辑》（Hustle Complete Series One）             | 2005年4月18日 | 2005年9月5日  | 2008年2月11日  |
| 《飞天大盗全第二辑》（Hustle Complete Series Two）             | 2005年9月19日 | 2006年2月13日 | 2008年4月2日   |
| 《飞天大盗全第三辑》（Hustle Complete Series Three）           | 2007年4月23日 | 2007年7月10日 | 2008年12月11日 |
| 《飞天大盗全第一至三辑》（Hustle One to Three Complete）       | 2007年4月23日 | -             | -              |
| 《飞天大盗全第四辑》（Hustle Complete Series Four）            | 2008年4月28日 | 2008年1月22日 | 2009年4月2日   |
| 《飞天大盗全第一至四辑》（Hustle Complete Series One to Four） | 2008年4月28日 | 2008年8月12日 | -              |
| 《飞天大盗全第五辑》（Hustle Complete Series Five）            | 2010年1月11日 |               | 2010年3月4日   |
| 《飞天大盗全第六辑》（Hustle Complete Series Six）             | 2011年1月10日 |               | 待定           |

## 奖项
《飞天大盗》共获得过6个主流奖项提名。
| 年份 | 奖项                   | 受提名人/辑                                                                 | 类别                                                                                    | 结果 |
| ---- | ---------------------- | --------------------------------------------------------------------------- | --------------------------------------------------------------------------------------- | ---- |
| 2004 | 皇家电视学会           | 制作组全体                                                                  | 设计与工艺创新（Design & Craft Innovation）                                             | 提名 |
| 2005 | 皇家电视学会           | 第二辑                                                                      | 最佳图像设计-片头（Best Graphic Design - Titles）                                       | 提名 |
| 2007 | 艾美奖                 | 乔·伯格（Joe Berger，片头制作者/动画师） 帕斯卡·维斯（Pascal Wyse，设计师） | 最佳片头设计（Outstanding Main Title Design）                                           | 提名 |
| 2007 | 艾美奖                 | 西蒙·罗杰斯（Simon Rogers，片头曲作者）                                     | 最佳原创片头曲（Outstanding Original Main Title Theme Music）                           | 提名 |
| 2005 | 英国导演工会奖         | 贝瑞特·奈鲁利（Bharat Nalluri ）                                            | 最佳60分钟电视导演成就奖（Outstanding Directorial Achievement in 60-Minute Television） | 提名 |
| 2006 | 英国电影电视艺术学院奖 |                                                                             | 最佳片头（Best Titles）                                                                 | 提名 |
| 2008 | 美国科幻恐怖片奖       | 第二辑和第三辑                                                              | 最佳电视连续剧DVD（Best Television Series on DVD）                                      | 提名 |